# 28. ceremonia wręczenia Independent Spirit Awards
28. ceremonia wręczenia niezależnych nagród Independent Spirit Awards za rok 2012 odbyła się 23 lutego 2013 r.
Nominacje do nagród zostały ogłoszone 27 listopada 2012 przez aktorki, Annę Kendrick i Zoe Saldañę.
Galę poprowadził Andy Samberg.

## Laureaci i nominowani

### Najlepszy film niezależny
- Bruce Cohen, Donna Gigliotti i Jonathan Gordon − Poradnik pozytywnego myślenia
  - Michael Gottwald, Dan Janvey i Josh Penn − Bestie z południowych krain
  - Marie Therese Guirgis, Lucas Joaquin i Ira Sachs − Zostań ze mną
  - Wes Anderson, Jeremy Dawson, Steven Rales i Scott Rudin − Kochankowie z Księżyca
  - Liz Glotzer, Richard Linklater, David McFadzean, Dete Meserve, Judd Payne, Celine Rattray, Martin Shafer, Ginger Sledge i Matt Williams − Bernie

### Najlepszy film zagraniczny
- Miłość, reż. Michael Haneke
  -  Pewnego razu w Anatolii, reż. Nuri Bilge Ceylan
  - / Z krwi i kości, reż. Jacques Audiard
  -  Twoja siostra, reż. Ursula Meier
  -  Wiedźma wojny, reż. Kim Nguyen

### Najlepszy reżyser
- David O. Russell − Poradnik pozytywnego myślenia
  - Wes Anderson − Kochankowie z Księżyca
  - Julia Loktev − Najsamotniejsza z planet
  - Ira Sachs − Zostań ze mną
  - Benh Zeitlin − Bestie z południowych krain

### Najlepszy scenariusz
- David O. Russell − Poradnik pozytywnego myślenia
  - Ira Sachs − Zostań ze mną
  - Wes Anderson i Roman Coppola − Kochankowie z Księżyca
  - Zoe Kazan − Ruby Sparks
  - Martin McDonagh − 7 psychopatów

### Najlepsza główna rola żeńska
- Jennifer Lawrence − Poradnik pozytywnego myślenia
  - Linda Cardellini − Powrót rekruta
  - Emayatzy Corinealdi − W szczerym polu
  - Quvenzhané Wallis − Bestie z południowych krain
  - Mary Elizabeth Winstead − Wyjść na prostą

### Najlepsza główna rola męska
- John Hawkes − Sesje
  - Jack Black − Bernie
  - Bradley Cooper − Poradnik pozytywnego myślenia
  - Thure Lindhardt − Zostań ze mną
  - Matthew McConaughey − Zabójczy Joe
  - Wendell Pierce − Four

### Najlepsza drugoplanowa rola żeńska
- Helen Hunt − Sesje
  - Rosemarie DeWitt − Siostra twojej siostry
  - Ann Dowd − Siła perswazji
  - Brit Marling − Dźwięk mojego głosu
  - Lorraine Toussaint − W szczerym polu

### Najlepsza drugoplanowa rola męska
- Matthew McConaughey − Magic Mike
  - David Oyelowo − W szczerym polu
  - Michael Peña − Bogowie ulicy
  - Sam Rockwell − 7 psychopatów
  - Bruce Willis − Kochankowie z Księżyca

### Najlepszy debiut
(Nagroda dla reżysera i producenta)

Reżyser / Producent − Tytuł filmu
- Stephen Chbosky / Lianne Halfon, John Malkovich i Russell Smith − Charlie
  - Adam Leon / Dominic Buchanan, Natalie Difford i Jamund Washington − Oddawaj fanty
  - Zal Batmanglij / Hans Ritter, Brit Marling i Shelley Surpin − Dźwięk mojego głosu
  - Colin Trevorrow / Derek Connolly, Stephanie Langhoff, Peter Saraf i Marc Turtletaub − Na własne ryzyko
  - Rama Burshtein / Assaf Amir − Wypełnić pustkę

### Najlepszy debiutancki scenariusz
- Derek Connolly − Na własne ryzyko
  - Rashida Jones i Will McCormack − Celeste i Jesse - na zawsze razem
  - Rama Burshtein − Wypełnić pustkę
  - Jonathan Lisecki − Gayby
  - Christopher D. Ford − Robot i Frank

### Najlepsze zdjęcia
- Ben Richardson − Bestie z południowych krain
  - Yoni Brook − Valley of Saints
  - Lol Crawley − Tylko tu
  - Robert D. Yeoman − Kochankowie z Księżyca
  - Roman Vasyanov − Bogowie ulicy

### Najlepszy dokument
(Nagroda dla reżysera i producenta)

Reżyser / Producent − Tytuł filmu
- Kirby Dick / Tanner King Barklow i Amy Ziering − Niewidzialna wojna
  - David France / Howard Gertler − Jak przetrwać zarazę
  - Matthew Akers / Maro Chermayeff i Jeff Dupre − Marina Abramovic: artystka obecna
  - Ken Burns, Sarah Burns i David McMahon − The Central Park Five
  - Peter Nicks / Linda Davis i William Hirsch − Poczekalnia

### Nagroda Johna Cassavetesa
(przyznawana filmowi zrealizowanemu za mniej niż pięćset tysięcy dolarów)

Reżyser / Scenarzysta / Producent − Tytuł filmu
- Ava DuVernay / Howard Barish i Paul Garnes − W szczerym polu
  - Laura Colella − Breakfast with Curtis
  - Aurora Guerrero / Chad Burris − Mosquita y Mari
  - Sean Baker / Chris Bergoch / Blake Ashman, Kevin Chinoy, Francesca Silvestri, Chris Maybach i Patrick Cunningham − Gwiazdeczka
  - Alex Ross Perry / Carlen Altman − The Color Wheel

### Nagroda Roberta Altmana
(dla reżysera, reżysera castingu i zespołu aktorskiego)
- Gwiazdeczka

Reżyser: Sean Baker
Reżyser castingu: Julia Kim
Obsada: James Ransone, Dree Hemingway, Karren Karagulian, Sean Baker, Stella Maeve i Besedka Johnson

### Nagroda producentów „Piaget”
- Mynette Louie
  - Alicia Van Couvering
  - Derrick Tseng

### Nagroda „Ktoś do pilnowania”
(Reżyser − Film)
- Adam Leon − Oddawaj fanty
  - David Fenster − Pincus
  - Rebecca Thomas − Elektryczne dzieci

### Nagroda „Prawdziwsze od fikcji”
(Reżyser − Film)
- Peter Nicks − Poczekalnia
  - Lucien Castaing-Taylor i Verena Paravel − Lewiatan
  - Jason Tippet i Elizabeth Mims − Only the Young